# Anisa flavomaculatus
Anisa flavomaculatus är en insektsart som först beskrevs av Gray, G.R. 1835.  Anisa flavomaculatus ingår i släktet Anisa och familjen Pseudophasmatidae. Inga underarter finns listade i Catalogue of Life.